# やぎ座アルファ1星
やぎ座α1星（やぎざアルファ1せい、α1 Capricorni、α1 Cap）は、やぎ座にある多重星である。年周視差から推定される、太陽からの距離は、およそ870光年である。

## 名称
やぎ座α星には、アラビア語で「子（ヤギ）」を意味する”الجدي"（"al-jady"）からくるアルゲディ（Algedi）或いはギエディ（Giedi）という固有名がある。アルゲディは、国際天文学連合によって、正式にやぎ座α2星の固有名と認められた。一方、やぎ座α1星単独では、プリマ・ギエディ（Prima Giedi）と呼ばれることがある。

## 特徴
やぎ座α1星は、やぎ座α2星を別にしても、四重星である。最初に発見されたのは、やぎ座α1星の南西にある10等星で、ジョン・ハーシェルが発見したとされる。年周視差からすると、やぎ座α1星よりも3倍以上遠方の恒星である。その後、バーナムは、それよりも近い位置で14等星を発見した。この恒星は、方位角も離角も急速に変化している。更に、ヒッパルコス衛星の観測によって、北に0.65秒離れた位置に、8等星がみつかった。この8等星は、やぎ座α1と連星を形成していると考えられている。
やぎ座α1星は、見かけの等級が4.24、スペクトル型がG3 Ibの黄色超巨星で、このスペクトル型の標準星にも挙げられている。やぎ座α1星は、質量が太陽の4倍以上、半径は太陽の36倍程度と推定される。組成は、元素によってばらつきがあるものの、ほぼ太陽と同程度である。やぎ座α1は、HR図上でケフェイド不安定帯に位置している。既に一度、汲み上げを経ているとみられ、不安定帯に侵入するのはこれが2度目と考えられる。